# Cubiri de la Máquina
Cubiri de la Máquina är en ort i Mexiko.   Den ligger i kommunen Sinaloa och delstaten Sinaloa, i den västra delen av landet, 1 200 km nordväst om huvudstaden Mexico City. Cubiri de la Máquina ligger 75 meter över havet och antalet invånare är 571.
Terrängen runt Cubiri de la Máquina är platt. Runt Cubiri de la Máquina är det ganska tätbefolkat, med 100 invånare per kvadratkilometer. Närmaste större samhälle är Sinaloa de Leyva, 6,2 km öster om Cubiri de la Máquina. Trakten runt Cubiri de la Máquina består till största delen av jordbruksmark.